# Hoya tenggerensis
Hoya tenggerensis är en oleanderväxtart som beskrevs av Reinier Cornelis Bakhuizen van den Brink. Hoya tenggerensis ingår i släktet Hoya och familjen oleanderväxter. Inga underarter finns listade i Catalogue of Life.